# Gemeentelijke herindelingsverkiezingen in Nederland 2013
De gemeentelijke herindelingsverkiezingen in Nederland 2013 waren tussentijdse verkiezingen voor een Nederlandse gemeenteraad die gehouden werden op 13 november 2013.
De verkiezingen werden gehouden in zes gemeenten die betrokken waren bij een herindelingsoperatie die op 1 januari 2014 werd doorgevoerd.
De volgende gemeenten waren bij deze verkiezingen betrokken:
- de gemeenten Boornsterhem, Heerenveen en Leeuwarden: Boornsterhem werd opgeheven; het grondgebied werd toegewezen aan de nieuwe gemeenten Heerenveen en Leeuwarden[1];
- de gemeenten Gaasterland-Sloten, Skarsterlân en Lemsterland: samenvoeging tot een nieuwe gemeente De Friese Meren[1].
- de gemeenten Alphen aan den Rijn, Boskoop en Rijnwoude: samenvoeging tot een nieuwe gemeente Alphen aan den Rijn[2].

In de gemeenten Alphen aan den Rijn, De Friese Meren, Heerenveen en Leeuwarden zijn de reguliere gemeenteraadsverkiezingen van 19 maart 2014 niet gehouden.
Door deze herindelingen daalde het aantal gemeenten in Nederland van 408 naar 403.